# Free State Project

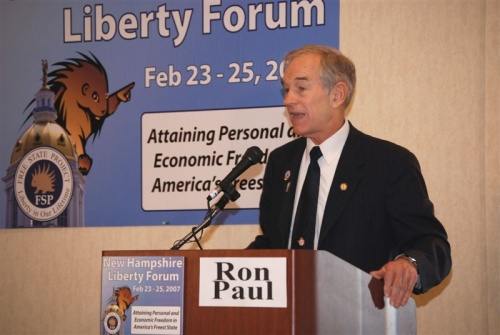
Ron Paul przemawiający podczas New Hampshire Liberty Forum organizowanego przez FSP

Free State Project (FSP) – libertariański ruch mający na celu zebranie przynajmniej 20 tysięcy wolnościowo zorientowanych osób i osiedlenie się w jednym ze stanów w USA z zamiarem wpływania na lokalną politykę. Kontynuuje on amerykańską tradycję migracji politycznych, tym razem celem migrujących jest zminimalizowanie ucisku ze strony rządu. Stanem wybranym przez grupę 5000 pierwszych wolnościowców został New Hampshire (na drugim miejscu znalazło się Wyoming) znany ze swego motta "Live Free or Die" ("Żyj wolny lub zgiń") oraz braku stanowego podatku dochodowego. Na stronie projektu można przeczytać 101 argumentów za przeprowadzeniem się do stanu New Hampshire, m.in.: 
- brak podatku obrotowego,
- 43% kandydatów w wyborach jest bezpartyjnych,
- liberalne przepisy dot. posiadania broni,
- bezpieczny stan o najniższej liczbie zabójstw,
- przyjazny dla małych przedsiębiorstw (top 5),
- najniższy wskaźnik ubóstwa w kraju

Innym ważnym czynnikiem, który zadecydował o wyborze New Hampshire na punkt przeprowadzenia się wolnościowców, jest fakt, że Konstytucja New Hampshire chroni prawo obywateli do rewolucji i nie zabrania secesji, co w połączeniu z faktem, że stan graniczy z Kanadą oraz posiada port głębinowy na Oceanie Atlantyckim, umożliwia skuteczną irredentę w przypadku pogwałcenia praw obywatelskich. 
Pomysłodawcą inicjatywy jest doktor nauk politycznych Jason Sorens, który w lipcu 2001 roku napisał esej pt. "Announcement: The Free State Project", w którym postuluje przeprowadzkę libertarian do małego stanu i przejęcia w nim władzy, celem zmniejszenia podatków i regulacji. Efektami migracji jest m.in. deregulacja przepisów dotyczących kryptowalut, zniesienie bezpodstawnego korzystania przez służby publiczne z trackerów telefonów komórkowych, legalizacja petard, zmniejszenie podatku od zysków przedsiębiorstw, dekryminalizacja marihuany, zmniejszenie budżetu stanu o 11% i wiele innych. 
Poparcie dla koncepcji zadeklarowali słynni działacze i myśliciele libertariańscy, w tym: Ron Paul, czy Walter Block. Zamiar "uciekania do Ziemi Obiecanej Wolności", nazywając to anarchosyjonizmem, skrytykował Samuel Edward Konkin III twierdząc, że nie istnieje szansa masowej przemiany, poza tą wywołaną przez etatystyczny atak na społeczeństwo w obronie status quo. Myśliciel ten twierdził, że działania te bezcelowo rozpraszają energię aktywistów.
W 2012 roku szef policji miasta Concord we wniosku do Departamentu Bezpieczeństwa Wewnętrznego Stanów Zjednoczonych prosił o ponad 250 000 dolarów na zakup policyjnego pojazdu opancerzonego, twierdził że: "Mamy szczęście, że nasze państwo nie stało się ofiarą masowego zdarzenia spowodowanego międzynarodowym zamachem terrorystycznym, jednak na froncie krajowym zagrożenie jest realne i tutaj. Grupy takie jak Sovereign Citizens, Free Staters i Occupy New Hampshire są aktywne i stanowią codzienne wyzwania.". Devon Chaffe, dyrektor wykonawczy New Hampshire Civil Liberties Union, w odpowiedzi na działania władz stwierdził, że naczelną zasadą ruchu Occupy New Hampshire jest zasada nieagresji.
25 listopada 2014 w ramach projektu przeprowadziło się już do New Hampshire 1677 osób, a 14 591 było zarejestrowanych jako deklarujący swoje uczestnictwo.
3 lutego 2016 Free State Project ogłosił, że próg 20 tysięcy zapisów został przekroczony i od tej daty liczony jest 5-letni okres, w którym sygnatariusze powinni się przeprowadzić do New Hampshire.
23 sierpnia 2020 w New Hampshire mieszkało już 4916 ochotników, z tego 45 zostało wybranych do władz państwowych.